# Грей, Уильям (изобретатель)
Уильям Грэй (англ. William Gray; 1850—1903) — американский предприниматель, изобретатель таксофона и конструктор спортивного инвентаря.

## Биография

### Юные годы и начало карьеры
Уильям Грэй родился в 1850 году в местечке Тарифвилл в штате Коннектикут в семье иммигрантов из Шотландии, Нила и Мэри Грэй.
Когда Уильям был совсем маленьким, семейство переехало в Бостон. А когда Уильям немного подрос, отец смог его пристроить подмастерьем к знакомому аптекарю. Через несколько месяцев этой стажировки аптекарь заявил Нилу, что его сын совершенно не интересуется ремеслом, а проводит своё время в подвале и постоянно что- то мастерит из дерева. Отцу всё же удалось его пристроить в мастерскую, и там сын нашёл применение своим навыкам.
Когда он подрос, то переехал в Хартфорд, где устроился полировщиком на оружейный завод Кольта. Затем он перешёл в компанию «Прэтт и Уитни» (Pratt & Whitney), которая занималась изготовлением измерительного оборудования, деталей для швейных машин и стрелкового оружия. В этой компании он дослужился до руководителя цеха шлифовки и полировки, и проработал в этой должности пятнадцать лет.
В ходе своей карьеры он смастерил устройство для перевода ременной передачи с одного шкива на другой (Device for throwing belts onto or off from revolving pulleys, US Patent No. 248,587, dated October 25, 1881). Зачастую рабочие делали это при помощи любой подвернувшейся палки, а шест с валиками Грэя упростил это занятие.

### Конструктор спортивного инвентаря
Уильям сконструировал бейсбольную биту с песчаным напылением на рукоять для удобства хвата (Base Ball Bat, US Patent No. 300,360, dated June 7, 1884) и продал патент на эту технологию «Спортивным товарам Сполдинга», одной из ведущих корпораций в сфере спортивных товаров.
Среди всех игроков в бейсбол кэтчер рисковал больше всех. Если игрок не мог отбить своей битой подачу, то мяч мог влететь в кэтчера и сильно его травмировать. Игроки пытались спастись от подачи по-своему, временами они одевали протекторы разных фирм и разных конструкций. Уильям Грэй занялся этой проблемой и смастерил собственный протектор из резины с пружинами внутри. Он хорошо защищал даже от самой сильной подачи и не стеснял движений игрока. Этой технологией заинтересовалась фирма Сполдинга, и она приобрела его патент (Body Protector, US Patent No. 374,150, dated November 29, 1887).
Протектор Грэя попадал в ежегодные каталоги Сполдинга и спрос на него был велик. Протектор продавался за большие по тем временам деньги, по 10 долларов за штуку, и никогда не залеживался на полках. На рекламе протектора зачастую была картина скорчившегося и задыхающегося кэтчера (очевидно, что он поймал мяч грудной клеткой), который говорил, что всякий, кто хочет избежать этой участи, должен покупать протектор Грэя производства Сполдинга.

### Изобретение таксофона
Про изобретение таксофона ходила легенда, согласно которой, в 1888 году в семье Уильяма Грэя случилось несчастье. Его жена заболела и потребовался доктор. Уильям метался от дома к дому и просил позволить ему позвонить доктору, и предлагал большие деньги за звонок, но всякий раз его прогоняли и не стеснялись в выражениях. В итоге он добежал до фабрики, и, после долгих уговоров, он все же смог позвонить доктору. Доктор приехал, провёл врачебный осмотр и прописал нужные лекарства, и жена вскоре поправилась. Но Уильям Грэй решил, что никто не заслуживает такого кошмара. Он решил, что всякий человек достоин пользоваться телефоном, даже если у него нет денег на аренду аппарата и подключение к линии. Для этого нужно создать телефоны, которые могут позволить позвонить за несколько центов, и будут доступны всем желающим.
По крайней мере, такую историю рассказало руководство компании «Таксофонная компания Грэя» («Gray Telephone Pay Station Company»). Но люди стремились делать деньги на телефонах задолго до его изобретения. Первые сведения о платных телефонах, по которым мог поговорить любой желающий за определённую плату, появились ещё в 1878 году. В штате Коннектикут мистер Томас Дулиттл управлял салоном связи, в котором находились телефоны, а всякий прохожий мог позвонить абонентам сети за 15 центов. В мае 1880 года в газетах Коннектикута появились сообщения о «платных станциях», из которых клиенты могут совершать звонки за 10 центов, и в том же году подобная услуга появилась в Нью-Йорке.
Попытки автоматизировать такой процесс появились ещё в 1885 году, когда англичанин Генри Эдмундс и американец Чарльз Т. Ховард запатентовали систему сбора доходов для телефона (Telephone-Toll System, US Patent No. 327,073, dated September 29 1885). Авторы проекта предполагали, что их изобретение пригодится не только случайным прохожим, но и абонентам, которые пользуются телефоном лишь изредка, но вынуждены платить ежегодную абонентскую плату в том же размере, как те, кто пользуется телефоном ежедневно и многократно. По замыслу изобретателей, их систему можно было бы ставить и в домах у абонентов, а те были бы счастливы, что платят за использование телефона, а не за его нахождение в комнате. Да и некоторые активные абоненты устанавливали свои «платные станции», а это било по карману провайдеров связи. Устройство Эдмундса и Ховарда должно было решить эти проблемы. Оно было рассчитано на монету одного номинала, которая при попадании в механизм должна была устанавливать контакт с коммутатором на телефонной станции. После установления контакта механизм управлялся оператором коммутатора, и в зависимости от ситуации, тот мог соединить абонента с желанным номером, отключить абонента или запросить ещё монет за дорогой звонок.
В 1888 году Уильям Грэй поделился своей идеей создания платного телефона с приятелем по бейсбольной игре, производителем табака мистером Чарльзом Соби (Charles Soby) и со своими работодателями, руководством компании «Прэтт и Уитни». В том же году была подана заявка на патент, который был получен 13 августа 1889 года (Coin Controlled Apparatus for Telephones, US Patent No. 408,709, dated August 13, 1889). При заявке на патент не было предоставлено действующей модели, но компания «Прэтт и Уитни» поручила своему сотруднику Джорджу Лонгу (George A. Long) соорудить первую модель. В 1889 году первый таксофон был установлен в Хартфордском банке. В 1891 году была сформирована компания «Таксофонная компания Грэя» («Gray Telephone Pay Station Company»), куда вошли сам Уильям Грэй, Чарльз Соби, и Эймос Уитни (Amos Whitney). Но этому предприятию предстоял ещё долгий путь. Первые конструкции таксофонов предполагали совершение оплаты после завершения звонка, о чём абоненты часто забывали. После этого шли долгие разбирательства и поиски должников. Абоненты телефонной компании не собирались ставить в своих домах сейфы, за которыми приходили бы инкассаторы, да и провайдеры связи не спешили устанавливать таксофоны. Каждый заказ был большим праздником для компании Грэя. Но Уильям Грэй не останавливался на достигнутом и постоянно совершенствовал конструкцию таксофона. Он получил более 20 патентов на эти устройства, постоянно совершенствуя конструкцию. В 1890 году Уильям случайно уронил монету на звонок, и эта случайность подарила ему идею: звук падающей монеты мог сигнализировать оператору об оплате без дополнительных устройств и расхода энергии. Компания стала проводить разные эксперименты: стали делать монетоприемники даже на 5 номиналов, для сигнализации оплаты послужили и звонки, и рожки и камертоны. Но в результате компания пришла к монетопримнику на 5, 10 и 25 центов с сигнализацией от звонка.

### Продвижение таксофона на рынке
В 1901 году к предприятию Грэя присоединился Джордж Лонг, и дело пошло в гору. Он создал специальный отдел продвижения, сотрудники которого разыскивали потенциальных клиентов и долго разъясняли им пользу таксофонов. Продавцы Лонга стали планомерно выходить на владельцев отелей и предлагать им свой продукт. До этого солидные постояльцы пользовались телефоном бесплатно (платили только за пребывание в номере), но перспектива новых доходов не оставила владельцев отелей равнодушными. За ними последовали другие клиенты. Немало предпринимателей желали использовать идеи Грэя, не выплачивая за это, и мистер Лонг отстаивал патенты Грэя в судах. Сейфы таксофонов вскрывали довольно легко, поэтому мистеру Лонгу пришлось обратить внимание на конструкцию сейфа. Из этого начинания выросло ещё одно предприятие, занимающееся сейфами и замками (Long Security Lock Company), а таксофоны стали трудной добычей.
Уильям Грэй умер в 1903 году, но его идея жила и развивалась.